# Beningšangul-Gumuz
Beningšangul-Gumuz (amharsky: ቤንሻንጉል ጉሙዝ), plným názvem Region Beningšangul-Gumuz, je jedním ze svazových států Etiopie (kililoch). Jeho hlavním městem je Asosa. Region má jméno podle dvou ze tří největší místních etnik Bertů (či Benishangul) a Gumuzů.
Hlavní etnické skupiny regionu jsou Bertové (25,4 %), Amharové (21,7 %), Gumuzové (20,8 %), Oromové (13,55 %) a další.
Podle údajů z roku 1994 vyznávalo 44,1 % obyvatel islám, 34,8% pravoslaví, 13,1 % tradiční náboženství a 5,8 % protestantství.
V roce 2007 žilo v Beningšangul-Gumuz 784 345 obyvatel.